# Dagetichthys lakdoensis
Dagetichthys lakdoensis – gatunek słodkowodnej ryby z rodziny solowatych (Soleidae). Jedyny przedstawiciel rodzaju Dagetichthys

## Występowanie
Zachodnia Afryka (Kamerun)
Dorastają do 40 cm długości.